# Argentine Love
Argentine Love (bra Controvérsias Amorosas) é um filme mudo norte-americano de 1924, do gênero drama romântico, dirigido por Allan Dwan, com roteiro de Gerald Duffy baseado na adaptação de John Russell para um conto de Vicente Blasco-Ibañez.
É considerado um filme perdido.

## Elenco
- Bebe Daniels - Consuelo Garcia
- Ricardo Cortez - Juan Martin
- James Rennie - Philip Sears
- Mario Majeroni - Senador Cornejo
- Russ Whytal - Emanuel Garcia
- Alice Chapin - Madame Garcia
- Julia Hurley - Mosca
- Mark Gonzales - Rafael Cornejo
- Aurelio Coccia - Pedro